# すまけい
すま けい（本名：須磨 啓〈すま あきら〉、1935年〈昭和10年〉9月4日 - 2013年〈平成25年〉12月7日）は、日本の俳優。所属事務所はJ.CLIP。
北海道国後島（国後郡）出身。血液型A型。

## 略歴
第二次世界大戦終戦の二日前に根室市に引き揚げ、中標津町で高校生まで過ごした。北海道中標津高等学校卒業後、富山大学に進学するも中退し、役者を志して上京。文化学院に入学したがのちに中退した。
1961年（昭和36年） - 1963年（昭和38年）、芸術劇場に所属。1966年（昭和41年）新宿のジャズ喫茶などを拠点にしつつ、太田豊治と「すまけいとその仲間」を結成。『ゴドーを待ちながら』などの翻訳劇で、斬新な翻案・演出から「アングラの帝王」と称された。
1972年（昭和47年）に解散の後は、一時演劇界から遠ざかった。
1985年（昭和60年）に劇団こまつ座より誘われて『日本人のへそ』で舞台に復帰、『人間合格』『父と暮せば』といった井上ひさし作品などで活躍した。また、1986年（昭和61年）には山田洋次監督の映画『キネマの天地』に出演し第29回ブルーリボン賞助演男優賞など各賞を受賞、映画『男はつらいよ』シリーズにも度々出演して存在感を発揮した。
1999年（平成11年）に膀胱癌、2001年（平成13年）には脳梗塞を患い左手足に麻痺が残った。2010年（平成22年）には大腸癌の摘出手術も受けたが、その都度入退院と復帰を繰り返しつつ、舞台やテレビ、映画の仕事を継続していた。
2013年（平成25年）10月下旬に体調が悪化して病院で診察を受け、がんが全身に転移して特に肝臓が肥大した状態であることがわかり、11月12日に入院。同年12月7日午後5時36分、肝臓癌のため東京都新宿区の病院で死去。78歳没。同年3月2日に千葉市民会館で上演された朗読劇『天切り松 闇がたり』が最後の俳優活動となった。
告別式は12月13日に東京都新宿区の最勝寺で営まれ、山田洋次監督は訃報に際し、「寛容で温かくてユーモラスで、こんな大人がいてほしいと日本人なら誰もが思うような人間像を創り出してきた、実にたぐいまれな役者でした。これからの日本でこそ大活躍してほしかったのに、悔しくてなりません」との追悼コメントを発表した。

## 出演

### 舞台
- 椅子
- ゴドーを待ちながら
- 動物園物語
- 日本人のへそ
- 國語元年
- 人間合格
- 犀
- きらめく星座
- 父と暮せば
- 水に溺れる魚の夢
- イーハトーボの劇列車
- 恋紅
- 美しきものの伝説
- メトロに乗って
- マクベス
- 新橋ラプソディー
- くしゃみ
- 路地裏の楽園
- ゴロヴリョフ家の人々
- 星の王子さま
- 素敵にご愁傷さま
- プワゾンの匂う女
- 相談にのってる場合か!?
- クラウディアからの手紙
- 天切り松 闇がたり〜第一夜 闇の花道〜
- 長屋の花見 / らくだ
- いとしいとしのぶーたれ乞食
- 恥ずかしながらグッドバイ
- 異人の唄－アンティゴネ－
- 天切り松 闇がたり〜第二夜 残侠〜
- THE CONVOY SHOW vol.27「うみわたれ」
- 銀座浪漫派物語
- さくら色 オカンの嫁入り

### テレビドラマ
- ドラマ人間模様「國語元年」（1985年、NHK） - 裏辻芝亭公民 役
- 連続テレビ小説「はね駒」（1986年、NHK） - 河井平吉 役
- 炎の料理人・北大路魯山人（1987年6月30日、日本テレビ）
- 明日―1945年8月8日・長崎（1988年8月9日、日本テレビ系） - 堂打弥助 役
- 火曜サスペンス劇場（日本テレビ系）
  - 「女監察医・室生亜季子シリーズ」（東映） - 田原健造警部 役
    - 第1作「歩き出した白骨死体」（1986年12月）
    - 第2作「遺された眼」（1987年）
    - 第3作「瀬戸内竹原殺人行」（1987年9月）
    - 第4作「哀しき母子鑑定」（1988年）
    - 第5作「高価すぎた情事」（1988年7月）
    - 第6作「赤い髪の女」（1989年4月）
    - 第15作「扼殺」（1994年2月）
    - 第17作「薬殺」（1994年12月）
    - 第20作「拳銃」（1996年6月）

  - 「北の警察署長」（1998年）
  - 「当番弁護士8」（1999年） - 祖父江太吉 役
  - 「消えた殺人者」（1999年、ユニオン映画） - 父・浩平 役
  - 「どうぞ安らかに1」（2001年） - 犬塚修 役
  - 「警部補 佃次郎21 妻の初恋」（2005年9月6日、テレパック） - 専務・島本 役
- 妻たちの鹿鳴館（1988年、TBS） - 黒田清隆 役
- シリーズ街（テレビ朝日系）
  - 「幸福の黒いしっぽ」（1989年）
  - 「夢に見た日々」（1989年） - 大塚重治 役
- 市川準の東京日常劇場「妻に逃げられた男」（1990年、テレビ朝日系）主演
- 土曜ワイド劇場(テレビ朝日系）
  - 「牟田刑事官事件ファイル15」（1991年）
  - 「棟居刑事の復讐」（1996年） - 藤枝是明 役
- 東芝日曜劇場
  - まま・あい・らぶ・ゆー（1991年、北海道放送）
- 土曜ドラマ（NHK）
  - 黄昏の甘い恋歌（1994年） - 明石六介 役
- 日本名作ドラマ「智恵子抄」（1994年、テレビ東京系）
- 家族A（1994年、TBS） - 竹山浩 役
- 私は貝になりたい（1994年、TBS）
- 江戸の用心棒 第1シリーズ 第3話「そば一杯の用心棒」（1994年、日本テレビ系） - 与平 役
- 大河ドラマ（NHK）
  - 八代将軍吉宗（1995年） - 有馬氏倫 役
  - 葵 徳川三代（2000年） - 伊達政宗 役
- 日本名作ドラマ「猫と庄造と二人の女」（1996年、テレビ東京系）
- メロディ（1997年、TBS）
- ドラマ30
  - のんちゃんのり弁（1997年、CBC） - 戸谷長次 役
  - のんちゃんのり弁2（1998年、CBC） - 戸谷長次 役
- 上杉鷹山-二百年前の行政改革-（1998年、NHK） - 色部照長 役
- 小市民ケーン（1999年、フジテレビ） - 紺野泰三 役
- おばさん会長・紫の犯罪清掃日記!ゴミは殺しを知っている1（2000年） - 長野節次郎 役
- HTBスペシャルドラマ「ひかりのまち」（2000年、北海道テレビ放送）
- お登勢（2001年、NHK）
- 精霊流し〜あなたを忘れない〜（2002年、NHK）
- 夏目家の食卓（2005年1月5日、TBS)
- 塀の中の中学校（2010年10月11日、TBS） - ジャック・原田 役

### 映画
- キネマの天地（1986年） - 小倉監督 役
- 男はつらいよシリーズ
  - 男はつらいよ 幸福の青い鳥（1986年） - 嘉穂劇場の男 役
  - 男はつらいよ 知床慕情（1987年） - 船長 役
  - 男はつらいよ 寅次郎物語（1987年） - 船長 役
  - 男はつらいよ 寅次郎サラダ記念日（1988年） - 院長 役
  - 男はつらいよ 寅次郎の縁談（1993年） - 花嫁の父 役
  - 男はつらいよ 拝啓車寅次郎様（1994年） - 専務 役
- 光る女（1987年） - 尻内 役
- BU・SU（1987年） - 客 役
- 椿姫（1988年） - 千厩福太郎 役
- ダウンタウンヒーローズ（1988年） - 国文学教師 役
- 会社物語 MEMORIES OF YOU（1988年） - 野口部長 役
- 風の又三郎 ガラスのマント（1989年） - 専売局の男 役
- 善人の条件（1989年） - 網島五郎 役
- 夢見通りの人々（1989年） - 広瀬一 役
- ハラスのいた日々（1989年） - 高崎長助 役
- よるべなき男の仕事・殺し（1991年） - 仙田 役
- ありふれた愛に関する調査（1992年） - 青木 役
- 豪姫（1992年） - 蒲生氏郷 役
- 学校（1993年） - 校長 役
- 怖がる人々（1994年） - 編集長 役
- 新 居酒屋ゆうれい（1996年） - 住職 役
- サラリーマン専科 単身赴任（1996年） - 遠山専務 役
- 虹をつかむ男（1996年） - 和尚 役
- 虹の岬（1999年） - 谷崎潤一郎 役
- スリ（2000年） - 立花 役
- ぷりてぃ・ウーマン（2003年） - 川部米吉 役
- 姑獲鳥の夏（2005年） - 久遠寺嘉親 役
- フリージア（2007年） - 岩崎恒夫 役
- こつなぎ 山を巡る百年物語（2010年） - 語り

### テレビアニメ
- 海賊王子（1966年） - シャーク 役 ※須磨啓名義

## 受賞歴
- 1986年（昭和61年）
  - 第11回報知映画賞 助演男優賞（『キネマの天地』）
  - 全国映連賞 男優賞
  - 第29回ブルーリボン賞 助演男優賞（『キネマの天地』）
- 1987年（昭和62年）
  - 第10回日本アカデミー賞 優秀助演男優賞（『キネマの天地』）[10]
- 1992年（平成4年）
  - 第27回紀伊國屋演劇賞 個人賞（こまつ座『人間合格』）
- 2004年（平成16年）
  - 第11回読売演劇大賞 優秀男優賞（こまつ座『人間合格』）